# Erkien-Szachar
Erkien-Szachar (ros. Эркен-Шахар) – osiedle w Rosji, w Karaczajo-Czerkiesji, ośrodek administracyjny rejonu nogajskiego. W 2021 liczyło 4466 mieszkańców.